# 錯體姻緣
《錯體姻緣》是香港無綫電視1984年拍攝、1985年首播的電視連續劇，全劇共15集，監製鄒世孝，主要演員有李司棋、曾江、呂良偉、劉嘉玲、吳君如、吳鎮宇、毛舜筠、劉敏儀等。主題曲《愛情OK膠》由黎小田作曲，鄭國江填詞，張德蘭主唱。
此劇分別於2009年7月在無綫收費電視經典台《我們的...吳君如》及myTV SUPER黃金翡翠台每周一至五連續播映五集及重播。

## 故事大綱
裙褂店東古吉祥，偶然邂逅婚姻介紹所的女主持人姚黛仙，並與之締結良緣。黛仙嚮往浪漫的婚姻生活，但吉祥性格古板，以至婚姻出現不協調現象，家庭問題接踵而來。
二弟古偉男是酒店的扒房經理，因不值勞天華瞞著妻子汪可欣在外風流快活，乃對可欣時加援手，二人因而成為知己，後來感情更發展至由憐生愛的地步。三妹古瑞華任職室內設計師，遇上新派導演高達，由崇拜而生愛，最後更不顧兄長反對，竟毅然與他同居。幼妹古瑞珊投考了衛生督察，重遇師兄駱泰來，更展開了她的初戀，可惜泰來突提出移民，令瑞珊不知所措。此時吉祥因婚姻不如意，更誤會黛仙對他不忠…
四兄弟姊妹住在同一屋簷下，竟同時遇上愛情的煩惱，究竟最後他們如何能收拾愛情爛攤子呢？

## 演員表
- 李司棋 飾 姚黛仙
- 曾　江 飾 古吉祥
- 劉嘉玲 飾 古瑞珊
- 孫季卿 飾 任 叔
- 胡美儀 飾 九姑娘
- 呂良偉 飾 古偉男
- 吳志強 飾 駱泰來
- 李雲光
- 鄧汝超
- 劉偉海
- 虞天偉
- 傅玉蘭
- 秦　沛 飾 勞天華
- 潘宏彬 飾 全
- 俞　明 飾 金山伯
- 陳麗雲
- 余慕蓮
- 白　蘭
- 毛舜筠 飾 Jennifer
- 張文光
- 陳嘉賢
- 吳君如 飾 古瑞華
- 許秀霞
- 羅　蘭
- 戴志偉
- 甘國衛 飾 高達
- 馮　國
- 劉敏儀 飾 汪可欣
- 馮夢麗
- 白文彪 飾 勞天華父
- 石毅魂
- 羅振彪
- 羅麗娟
- 梁志芳
- 呂靜紅
- 陳有后 飾 汪 父
- 何璧堅
- 何碧笙
- 王靜儀
- 徐廣林
- 鄭少萍
- 吳業光
- 霍潔貞
- 李建川
- 黃思恩
- 麥子雲
- 陸應康
- 駱應鈞 飾 陳律師